# Росарио (Синалоа)
Росарио, Эль-Росарио (исп. El Rosario) — город и административный центр муниципалитета Росарио в Мексике, в штате Синалоа. Численность населения, по данным переписи 2010 года, составила 16001 человек.

## Общие сведения
Город был основан в 1655 году, как рабочий посёлок при руднике Тахо.
Название Rosario дано в честь девы Марии Розарии.

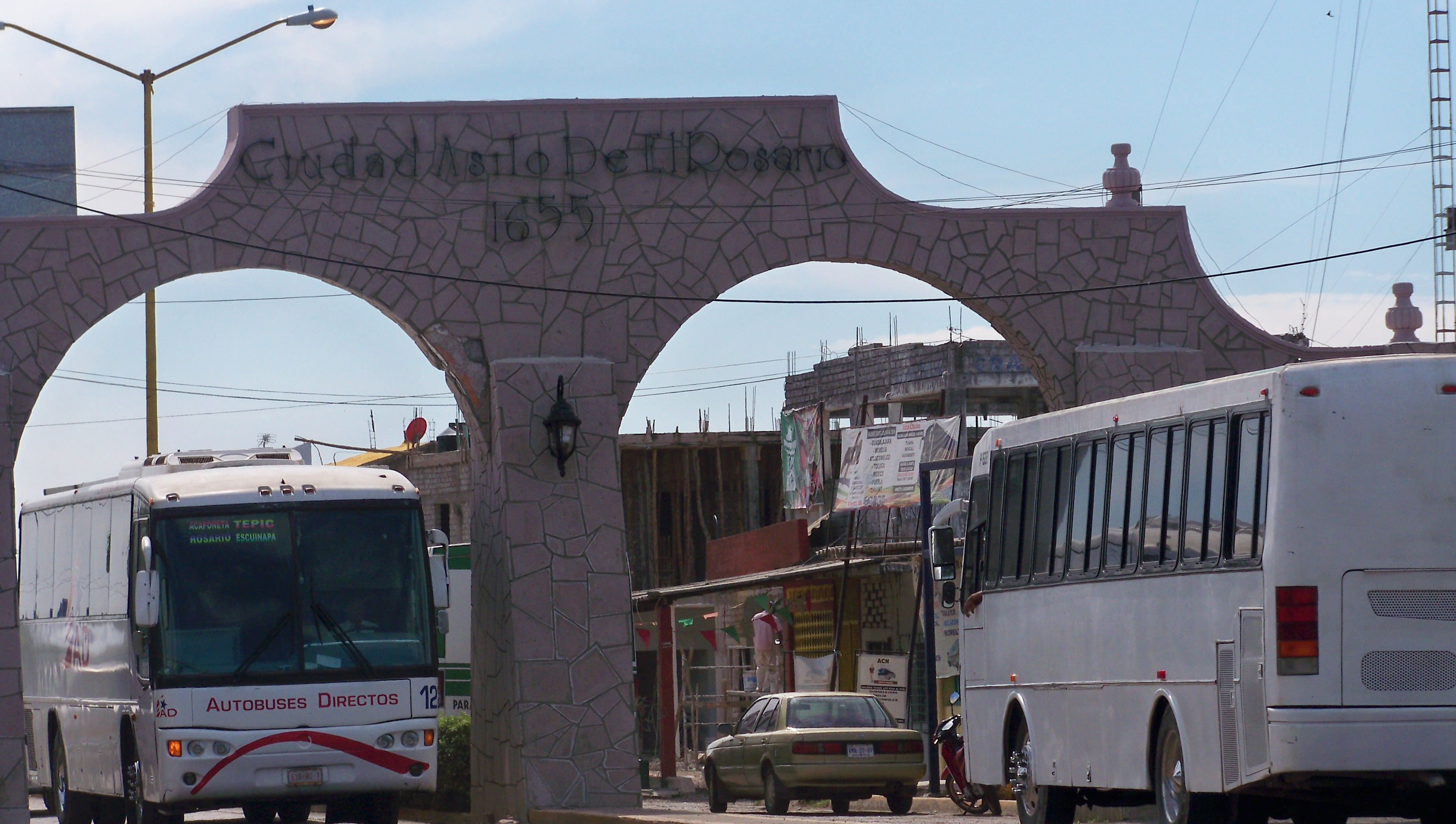
На въезде в город